# 宮内村 (熊本県)
宮内村（みやうちむら）は、かつて熊本県上益城郡にあった村。

## 沿革
- 1889年（明治22年）4月1日 - 町村制施行に伴い上益城郡上揚村、小鹿村、坂谷村、西原村、安平村が合併し、宮内村が発足。
- 1955年（昭和30年）1月1日 - 上益城郡甲佐町、龍野村、白旗村、乙女村と合併し、甲佐町となる。

## 学校
- 宮内村立宮内中学校
- 宮内村立宮内小学校